# Rynkowe otoczenie producenta żywności
Rynkowe otoczenie producenta żywności tworzą:
1. Rynek finansowy – determinuje on decyzje gospodarcze.
2. Rynek środków produkcji – kształtuje koszty, nowe technologie produkcji żywności; ma wpływ na przenikanie innowacji.
3. Rynek pracy
4. Rynek rolniczej przestrzeni produkcyjnej – stan czystości środowiska, zgodność funkcji gospodarczych regionów, brak rabunkowej gospodarki podmiotów gospodarczych zasobami naturalnymi.
5. Rynek towarów – determinuje opłacalność skupu, koszty przetwórstwa, siły nabywczej ludności, eksportu nadwyżek żywnościowych, konkurencyjności żywności importowanej albo osłony celnej rynku wewnętrznego.